# Parahesperornis
Parahesperornis es un género extinto de ave hesperornitiforme del Cretácico. Su rango tanto temporal como geográfico parece haber sido muy extenso, pero su evidencia es muy fragmentaria y escasa, comparada con la de otros parientes suyos contemporáneos como Hesperornis. Procedente de la zona central de Norteamérica, habitó en el antiguo mar poco profundo de la Vía Marítima Occidental en Kansas. Hallado sólo en la parte superior de la caliza de Niobrara, sus fósiles están en torno al límite entre el Coniaciense al Santoniense, hace 85-82 millones de años. 

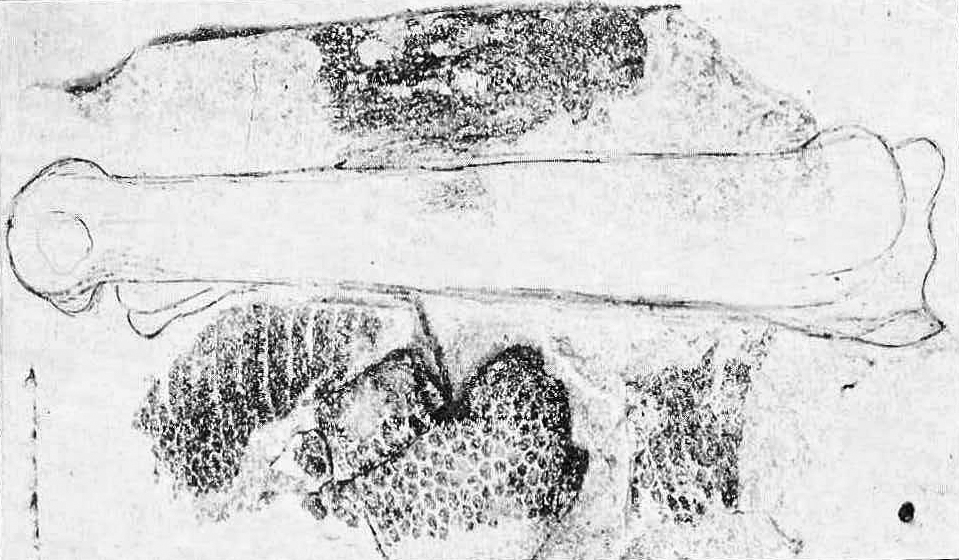
Fotografía de las impresiones de escamas y plumas de la región tarsal del espécimen (KUVP 2287) publicado por Williston (1898) en el Servicio Geológico de la Universidad de Kansas

Parahesperornis alexi (Martin, 1984) fue durante mucho tiempo incluido con el espécimen YPM 1478, descrito inicialmente como Hesperornis gracilis y luego movido al género monotípico Hargeria (Lucas, 1903). Más tarde se estableció que la descripción del género realmente se refería al espécimen KUVP 2287, el cual eventualmente se volvió el holotipo de P. alexi. No obstante, la descripción del taxón Hargeria estaba basada exclusivamente en "Hesperornis" gracilis, y por lo tanto a pesar de la identificación errónea esta aplica a YPM 1478, el holotipo de "H." gracilis. Esta equivocación fue rectificada por autores posteriores, quienes sinonimizaron nuevamente Hargeria con Hesperornis.
Parahesperornis era miembro un miembro de Hesperornithes, muy cercano a Hesperornis. Posiblemente el género se extendiera hasta la época del Campaniense, hace menos de 80 millones de años. En cualquier caso, existen dos fósiles muy similares procedentes de la Formación Nemegt (Maastrichtiense o posiblemente finales del Campaniano, hace cerca de 76-65 millones de años, que fueron hallados en Tsagaan Kushu (Mongolia). Ambos son extremos distales de tibiotarsos, y parecen ser muy similares a los huesos de las aves Hesperornithiformes y más específicamente (debido a su pequeño tamaño) muy parecidos a Parahesperornis. Sin embargo, estos no poseen suficientes características diagnósticas, por lo que la diversidad de Parahesperornis continúa siendo un enigma.